# (136120) 2003 LG7
2003 أل جي 7 (ويعرف أيضًا باسم (136120) 2003 أل جي 7 وفق تسمية الكوكب الصغير) (بالإنجليزية: 2003 LG7)‏ هو كويكب ضمن حزام الكويكبات؛ وترتيبه 136120 من حيث الاكتشاف.
اكتُشف هذا الجُرم الفلكي بواسطة مارك ويليام بوي في 1 يونيو 2003.

## وصلات خارجية
- (136120) 2003 LG7 في قاعدة بيانات مختبر الدفع النفاث لأجرام النظام الشمسي الصغيرة

- الاكتشاف · مخطط المدار ·  العناصر المدارية · المعلمات المادية

- (136120) 2003 LG7 على موقع ويكي سكاي: DSS2, SDSS, GALEX, IRAS, Hydrogen α, X-Ray, Astrophoto, Sky Map, Articles and images